# Temporada 2009 de la Copa FIA de Energías Alternativas
La temporada 2009 fue la 3.ª edición de la Copa FIA de Energías Alternativas, organizada por la Federación Internacional del Automóvil y reservada a los vehículos impulsados por motores ecológicos. Contó con seis pruebas, empezando en el Rallye Monte Carlo.
El francés Raymond Durand ganó la clasificación de pilotos y Toyota ganó la clasifica de constructores.

## Calendario
| Fecha                    | Carrera                                    | Ganador             |
| ------------------------ | ------------------------------------------ | ------------------- |
| 29 de marzo de 2009      | 3e Rallye Montecarlo                       | Raymond Durand      |
| 14 de junio de 2009      | Aria Nuova, Monza                          | Giuseppe Invernizzi |
| 26 de julio de 2009      | Green Rally dei Laghi, Omegna              | Giuliano Mazzoni    |
| 20 de septiembre de 2009 | 4° Ecorally San Marino-Ciudad del Vaticano | Raymond Durand      |
| 29 de septiembre de 2009 | Rallye Énergie Alternative, Montreal       | Martyn Ouellet      |
| 9 de octubre de 2009     | Green Prix Eco Targa, Palermo              | Giuliano Mazzoni    |

## Clasificación de pilotos
| Puntos | Piloto (Primeros puestos)         |
| ------ | --------------------------------- |
| 48     | Raymond Durand                    |
| 36     | Giuliano Mazzoni                  |
| 20     | Martyn Ouellet, Vincenzo Di Bella |
| 16     | Luis Murguia                      |